# Agence mondiale antidopage
Pour les articles homonymes, voir AMA.
L'Agence mondiale antidopage (AMA ; en anglais : World Anti-Doping Agency, WADA) est une fondation internationale indépendante, chargée de promouvoir, coordonner et superviser la lutte contre le dopage dans le sport. Elle a été créée le 10 novembre 1999. Son bureau principal est à Montréal.
Initialement financée intégralement par le Comité international olympique (CIO), l'AMA est financée à parts égales, depuis 2002, par le CIO et les gouvernements. Ses instances de décision sont composées, à parts égales, de représentants du mouvement sportif (sportifs compris) et des gouvernements. Les activités principales de l'agence comprennent la recherche scientifique, l'éducation, l'élaboration de programmes antidopage et la surveillance du respect du Code mondial antidopage, le document harmonisant les règles liées au dopage dans tous les sports et dans tous les pays. L'AMA publie également chaque année la Liste des substances et méthodes interdites.
Organisation en tête du mouvement antidopage, l'AMA a fait avancer la lutte contre le dopage de manière significative au cours des dernières années.

## Présidents
- Dick Pound, représentant le Mouvement olympique, de 1999 à 2007.
- John Fahey, représentant les gouvernements, de 2008 à 2013.
- Craig Reedie, de 2014 à 2019.
- Witold Banka, depuis 2020.

## Historique
Au lendemain de l'affaire Festina qui a secoué le microcosme sportif avec la révélation que le dopage sévissait à grande échelle dans le cyclisme, le CIO a décidé de réunir tout le milieu sportif et les gouvernements pour mettre fin à ce mal qu'est le dopage. Cette conférence s'est déroulée à Lausanne en Suisse les 2 et 4 février 1999 et a fait l'objet d'un texte écrit dit Déclaration de Lausanne sur le dopage dans le sport. Cette déclaration a pris effet immédiatement et donné lieu à la création d'une agence internationale antidopage indépendante, opérationnelle dès les JO de Sydney en 2000.
L'Agence a ouvert ses portes le 10 novembre 1999 à Lausanne pour promouvoir et coordonner la lutte contre le dopage. Elle est basée sur une représentation égale entre les pouvoirs publics et le mouvement olympique.
En 2001, l'AMA a décidé d'installer son bureau principal à Montréal, inauguré en 2002. En décembre 2019 l'agence, à l'unanimité du comité exécutif a décidé d'exclure pour quatre ans la Russie des Jeux Olympiques et de tous les championnats du monde pour falsification des données de contrôle remises à l'agence.

## Code mondial antidopage
Le Code mondial antidopage harmonise les règles liées au dopage dans tous les sports et dans tous les pays. Il est entré en vigueur en janvier 2004 et a été adopté par les organisations sportives olympiques avant les Jeux olympiques de 2004, à d'Athènes. Plus de 650 organisations sportives (fédérations sportives internationales, organisations nationales antidopage, Comité international olympique, Comité international paralympique, un certain nombre de ligues professionnelles dans divers pays, etc.) ont adopté le Code à ce jour.
Au terme d'une vaste procédure de consultation, des révisions du Code mondial antidopage ont été unanimement adoptées lors de la troisième Conférence mondiale sur le dopage dans le sport en novembre 2007. Celles-ci incorporent l'expérience acquise dans le cadre de l'application du Code original. Ces amendements, qui incluent un certain nombre de mesures renforçant la lutte contre le dopage dans le monde entier (comme le système du whereabouts, procédure par laquelle les sportifs doivent préciser trois mois à l'avance les lieux où l'on peut procéder à des contrôles inopinés), sont entrées en vigueur le 1er janvier 2009.
En 2013, de nouveaux amendements au Code ont été approuvés, doublant la sanction pour une première infraction où le dopage intentionnel est établi, mais permettant des sanctions plus clémentes pour les violations de règles par inadvertance ou pour les athlètes coopérant avec les agences antidopage. Le code mis à jour est entré en vigueur le 1er janvier 2015.
Le 16 novembre 2017, le Conseil de fondation de l’AMA a lancé le processus de révision du Code 2021, qui comportait en parallèle une révision des standards internationaux connexes. Depuis, les parties concernées ont eu de multiples occasions d’apporter des contributions et de formuler des recommandations sur la manière de renforcer davantage le programme mondial antidopage.
À la suite du processus de révision, les partenaires ont été invités à intervenir publiquement au sujet des versions proposées du Code et des Standards durant la Cinquième Conférence mondiale sur le dopage dans le sport de l'AMA à Katowice en Pologne – une occasion que plus de 70 organisations partenaires ont saisie – avant que le Code et l’ensemble complet de Standards soient approuvés par le Conseil et le Comité exécutif, respectivement.
Le Code mondial antidopage 2021 est entré en vigueur le 1er janvier 2021.

## Convention internationale de l'UNESCO
La Convention internationale de l'UNESCO contre le dopage dans le sport est le premier traité universel contre le dopage dans le sport. Elle a été adoptée à l'unanimité des 191 États présents à la Conférence générale de l'UNESCO en octobre 2005 et est entrée en vigueur en février 2007.
La Convention de l'UNESCO est un instrument juridique qui permet aux gouvernements d'aligner leurs lois et règlements nationaux sur le Code, harmonisant ainsi les règles liées au dopage dans le sport. La Convention formalise l'engagement des gouvernements contre le dopage dans le sport, en particulier en facilitant les contrôles et en soutenant les programmes de contrôle nationaux; en encourageant la mise en place de bonnes pratiques dans l'étiquetage, la fabrication et la distribution de produits pouvant contenir des substances interdites ; en interrompant leur soutien financier envers les organisations et individus faisant usage de dopage ou l'appuyant ; en prenant des mesures contre le trafic de substances ; en encourageant la mise en place de codes de conduite dans les professions liées au sport et à la lutte contre le dopage ; ou encore en subventionnant des programmes de sensibilisation et d'éducation.
Plus de 185 gouvernements ont ratifié la Convention à ce jour.

## Signataires du Code

### Organisations nationales
| Pays                             | Comité olympique                                                  | Agence nationale antidopage | Comité paralympique                                                                    |
| -------------------------------- | ----------------------------------------------------------------- | --- | -------------------------------------------------------------------------------------- |
| Afghanistan                      | Comité national olympique d'Afghanistan                           | | Comité paralympique afghan                                                             |
| Afrique du Sud                   | Confédération des sports et comité olympique sud-africain         | Institut sud-africain pour un sport sans dopage | Confédération des sports et Comité olympique sud-africain                              |
| Albanie                          | Comité national olympique albanais                                | Ministère du tourisme, culture, jeunesse et sports | Comité national paralympique                                                           |
| Algérie                          | Comité olympique algérien                                         | Commission Nationale Anti-Dopage (CNAD) | Fédération algérienne des sports pour personnes handicapées                            |
| Allemagne                        | Comité olympique allemand                                         | Agence nationale antidopage d'Allemagne | Comité national paralympique                                                           |
| Andorre                          | Comité olympique d'Andorre                                        | Commission d’État antidopage d’Andorre | Fédération andorrane des sports pour personnes handicapées                             |
| Angola                           | Comité olympique angolais                                         | | Comité paralympique angolais                                                           |
| Antigua-et-Barbuda               | Association olympique d'Antigua-et-Barbuda                        | |                                                                                        |
| Arabie saoudite                  | Comité olympique d'Arabie saoudite                                | Comité antidopage d'Arabie Saoudite | Fédération saoudienne des sports pour personnes ayant des besoins spéciaux             |
| Argentine                        | Comité olympique argentin                                         | Secrétariat des Sports de la République argentine | Comité paralympique argentin                                                           |
| Arménie                          | Comité national olympique d'Arménie                               | Agence antidopage d’Arménie (ARMNADO) | Comité national paralympique d’Arménie                                                 |
| Aruba                            | Comité olympique arubais                                          | |                                                                                        |
| Australie                        | Comité olympique australien                                       | Autorité antidopage d’Australie (ASADA) | Comité paralympique australien                                                         |
| Autriche                         | Comité olympique autrichien                                       | Agence antidopage autrichienne (NADA) | Comité paralympique autrichien                                                         |
| Azerbaïdjan                      | Comité national olympique d'Azerbaïdjan                           | Agence nationale antidopage d’Azerbaïdjan (ANADA) | Comité national paralympique                                                           |
| Bahamas                          | Association olympique des Bahamas                                 | Commission nationale antidopage des Bahamas |                                                                                        |
| Bahreïn                          | Comité olympique du Bahreïn                                       | | Fédération bahreïnienne des sports pour personnes handicapées                          |
| Bangladesh                       | Association olympique du Bangladesh                               | | Association nationale des Jeux pour personnes handicapées                              |
| Barbade                          | Association olympique de la Barbade                               | Commission antidopage de la Barbade | Association paralympique de la Barbade                                                 |
| Belgique                         | Comité olympique et interfédéral belge                            | Commission communautaire commune de Bruxelles-Capitale ONAD de Flandres ONAD de la Communauté française de Belgique ONAD de la Communauté allemande de Belgique | Comité paralympique belge                                                              |
| Belize                           | Association olympique et des Jeux du Commonwealth du Belize       | Organisation nationale antidopage du Belize |                                                                                        |
| Bénin                            | Comité national olympique et sportif béninois                     | Organisation béninoise antidopage | Fédération Handisport du Bénin – CNP                                                   |
| Bermudes                         | Association olympique des Bermudes                                | Autorité antidopage des Bermudes | Association paralympique des Bermudes                                                  |
| Bhoutan                          | Comité olympique du Bhoutan                                       | |                                                                                        |
| Biélorussie                      | Comité national olympique biélorusse                              | Agence nationale antidopage de la république du Bélarus (NADA)                                                                                                  | Comité paralympique de la république du Bélarus                                        |
| Birmanie                         | Comité olympique birman                                           | Organisation nationale antidopage du Myanmar (MADO) | Fédération myanmaraise des sports pour personnes handicapées                           |
| Bolivie                          | Comité olympique bolivien                                         | |                                                                                        |
| Bosnie-Herzégovine               | Comité olympique de Bosnie-Herzégovine                            | Agence pour le contrôle antidopage de Bosnie-Herzégovine | Comité paralympique                                                                    |
| Botswana                         | Comité national olympique du Botswana                             | | Association paralympique du Botswana                                                   |
| Brésil                           | Comité olympique du Brésil                                        | Autorité antidopage du Brésil (ABCD) | Comité paralympique brésilien                                                          |
| Brunei                           | Conseil national olympique du Brunei                              | Comité antidopage de Brunéi Darussalam |                                                                                        |
| Bulgarie                         | Comité olympique bulgare                                          | Centre antidopage bulgare | Association paralympique de la Bulgarie                                                |
| Burkina Faso                     | Comité national olympique et des sports burkinabé                 | Comité national de lutte contre le dopage ONAD-CNLD | Comité national paralympique                                                           |
| Burundi                          | Comité national olympique du Burundi                              | ONAD du Burundi | Fédération sportive des handicapés du Burundi                                          |
| Cambodge                         | Comité national olympique du Cambodge                             | Agence antidopage cambodgienne (CADA) | Comité national paralympique                                                           |
| Cameroun                         | Comité national olympique et sportif du Cameroun                  | Organisation Camerounaise de Lutte contre le Dopage en Sport (OCALUDS)                                                                                          | Comité paralympique camerounais                                                        |
| Canada                           | Comité olympique canadien                                         | Centre canadien pour l’éthique dans le sport | Comité paralympique canadien                                                           |
| Cap-Vert                         | Comité olympique cap-verdien                                      | | Comité paralympique cap-verdien                                                        |
| République centrafricaine        | Comité national olympique et sportif centrafricain                | | Fédération centrafricaine Handisport                                                   |
| Chili                            | Comité olympique du Chili                                         | Commission nationale de contrôle du dopage | Fédération paralympique du Chili                                                       |
| Chine                            | Comité olympique chinois                                          | Agence antidopage chinoise (CHINADA) | Association sportive des handicapés de Chine                                           |
| Chypre                           | Comité olympique chypriote                                        | Autorité antidopage de Chypre | Comité national paralympique de Chypre                                                 |
| Colombie                         | Comité olympique colombien                                        | COLDEPORTES | Comité paralympique colombien                                                          |
| Comores                          | Comité olympique et sportif des îles Comores                      | ONAD des Comores |                                                                                        |
| République du Congo              | Comité national olympique et sportif congolais                    | Comité national de lutte contre le dopage | Fédération congolaise des sports pour personnes handicapées                            |
| République démocratique du Congo | Comité olympique congolais                                        | Comité national antidopage congolais |                                                                                        |
| Corée du Nord                    | Comité olympique de la république populaire démocratique de Corée | Comité antidopage de la république populaire démocratique de Corée                                                                                              |                                                                                        |
| Corée du Sud                     | Comité olympique sud-coréen                                       | Agence antidopage de Corée | Association sportive des handicapés de Corée                                           |
| Costa Rica                       | Comité olympique du Costa Rica                                    | Commission nationale antidopage du Costa Rica | Comité paralympique costaricain                                                        |
| Côte d'Ivoire                    | Comité national olympique de Côte d'Ivoire                        | Comité National de Lutte Antidopage (CNALD) | Fédération ivoirienne Handisport                                                       |
| Croatie                          | Comité olympique croate                                           | Institut croate pour la toxicologie et l'antidopage | Fédération croate des sports pour personnes handicapées                                |
| Cuba                             | Comité olympique cubain                                           | Organisme national antidopage de la république de Cuba | et loisirs pour handicapés                                                             |
| Danemark                         | Fédération des sports du Danemark                                 | Antidopage Danemark | des pour personnes                                                                     |
| Djibouti                         | Comité national olympique djiboutien                              | |                                                                                        |
| République dominicaine           | Comité olympique dominicain                                       | Organisation nationale antidopage de la République dominicaine                                                                                                  | Organisation dominicaine des personnes aveugles                                        |
| Dominique                        | Comité olympique de la Dominique                                  | Organisation nationale antidopage de la Dominique |                                                                                        |
| Égypte                           | Comité olympique égyptien                                         | ONAD égyptienne | Comité paralympique égyptien                                                           |
| Émirats arabes unis              | Comité national olympique des Émirats arabes unis                 | Comité antidopage des Émirats arabes unis | Fédération émirienne des sports pour personnes handicapées                             |
| Équateur                         | Comité olympique équatorien                                       | Organisation nationale antidopage d’Equateur (ONADE) | Fondation équatorienne pour l’éducation et la réhabilitation des personnes handicapées |
| Érythrée                         | Comité national olympique érythréen                               | Organisation nationale antidopage d’Érythrée |                                                                                        |
| Espagne                          | Comité olympique espagnol                                         | Agence espagnole de protection de la santé dans le sport | Comité paralympique espagnol                                                           |
| Estonie                          | Comité olympique estonien                                         | Agence antidopage de l’Estonie | Comité paralympique estonien                                                           |
| Eswatini                         | Association olympique et des Jeux du Commonwealth d'Eswatini      | |                                                                                        |
| États-Unis                       | Comité olympique des États-Unis                                   | Agence antidopage des Etats-Unis (USADA) | U.S. Paralympics - Comité olympique américain                                          |
| Éthiopie                         | Comité olympique éthiopien                                        | ONAD d'Éthiopie | Comité paralympique éthiopien                                                          |
| Fidji                            | Association des sports et comité national olympique des Fidji     | Sport sans dopage Fidji (DFSF) | Association sportive des handicapés des Fidji                                          |
| Finlande                         | Comité olympique finlandais                                       | Centre finlandais pour l’intégrité du sport | Comité paralympique finlandais                                                         |
| France                           | Comité national olympique et sportif français                     | Agence française de lutte contre le dopage (AFLD) | Fédération française Handisport                                                        |
| Gabon                            | Comité olympique gabonais                                         | Comité National de Lutte et de Prévention du Dopage Gabonais | Fédération gabonaise Omnisports pour personnes handicapées                             |
| Gambie                           | Comité national olympique de la Gambie                            | | Association gambienne des handicapés physiques                                         |
| Géorgie                          | Comité national olympique géorgien                                | Agence antidopage de Géorgie | Comité paralympique géorgien                                                           |
| Ghana                            | Comité olympique du Ghana                                         | | Comité national paralympique                                                           |
| Grèce                            | Comité olympique hellénique                                       | Conseil national hellénique de contrôle du dopage | Comité paralympique grec                                                               |
| Grenade                          | Comité olympique de Grenade                                       | Organisation antidopage de la Grenade |                                                                                        |
| Guam                             | Comité national olympique de Guam                                 | |                                                                                        |
| Guatemala                        | Comité olympique guatémaltèque                                    | Agence nationale antidopage du Guatemala | Comité paralympique guatémaltèque                                                      |
| Guinée                           | Comité national olympique et sportif guinéen                      | Comité national de lutte contre le dopage de Guinée | Fédération guinéenne des sports pour personnes handicapées                             |
| Guinée-Bissau                    | Comité olympique de Guinée-Bissau                                 | | Fédération des sports des handicapés                                                   |
| Guinée équatoriale               | Comité national olympique équatoguinéen                           | |                                                                                        |
| Guyana                           | Comité olympique du Guyana                                        | |                                                                                        |
| Haïti                            | Comité olympique haïtien                                          | | Fédération Haïtienne des Associations et Institutions de Personnes Handicapées         |
| Honduras                         | Comité olympique hondurien                                        | | Comité paralympique hondurien                                                          |
| Hong Kong                        | Fédération des sports et comité olympique de Hong Kong, Chine     | Comité antidopage de Hong Kong | Comité paralympique de Hong Kong et SAP                                                |
| Hongrie                          | Comité olympique hongrois                                         | Agence antidopage de Hongrie (HUNADO) | Comité paralympique hongrois                                                           |
| Îles Caïmans                     | Comité olympique des îles Caïmans                                 | |                                                                                        |
| Îles Cook                        | Comité national olympique et sportif des îles Cook                | Comité médical et antidopage des Îles Cook |                                                                                        |
| Îles Féroé                       | -                                                                 | | Comité paralympique féroïen                                                            |
| Îles Vierges britanniques        | Comité olympique des Îles Vierges britanniques                    | |                                                                                        |
| Îles Vierges des États-Unis      | Comité olympique des îles Vierges                                 | |                                                                                        |
| Inde                             | Association olympique indienne                                    | Agence nationale antidopage d'Inde | Comité paralympique                                                                    |
| Indonésie                        | Comité olympique d'Indonésie                                      | Lembaga Antidopage Indonésie | Organisme indonésien pour la promotion des sports pour personnes handicapées           |
| Iran                             | Comité national olympique de la république islamique d'Iran       | Organisation nationale antidopage d'Iran | Comité national paralympique de la république islamique d’Iran                         |
| Irak                             | Comité national olympique de l'Irak                               | | Comité national paralympique de l’Irak                                                 |
| Irlande                          | Comité olympique d'Irlande                                        | Sport Irlande | Conseil paralympique d’Irlande                                                         |
| Islande                          | Fédération des sports et olympique d'Islande                      | | Association sportive des handicapés d’Islande                                          |
| Israël                           | Comité olympique d'Israël                                         | Comité antidopage du Comité national olympique d'Israël | Association sportive des handicapés d’Israël                                           |
| Italie                           | Comité national olympique italien                                 | Organisation nationale antidopage italienne | Comité paralympique italien                                                            |
| Jamaïque                         | Association olympique jamaïcaine                                  | Commission antidopage de la Jamaïque | Association des paraplégiques                                                          |
| Japon                            | Comité olympique japonais                                         | Agence antidopage du Japon | Comité paralympique japonais                                                           |
| Jordanie                         | Comité olympique jordanien                                        | Organisation antidopage de Jordanie | Fédération jordanienne des sports pour personnes handicapées                           |
| Kazakhstan                       | Comité national olympique de la république du Kazakhstan          | Centre national antidopage du Kazakhstan | Association pour la culture physique et les sports pour personnes handicapées          |
| Kenya                            | Comité national olympique du Kenya                                | Agence antidopage du Kenya | Comité national paralympique du Kenya                                                  |
| Kirghizistan                     | Comité national olympique de la République kirghize               | | Fédération sportive des personnes handicapées de la République kirghize                |
| Kiribati                         | Comité national olympique des Kiribati                            | |                                                                                        |
| Kosovo                           | Comité olympique du Kosovo                                        | |                                                                                        |
| Koweït                           | Comité olympique du Koweït                                        | Comité antidopage du Koweït | Club de sports pour les handicapés du Koweït                                           |
| Laos                             | Comité national olympique du Laos                                 | | Comité paralympique laotien                                                            |
| Lettonie                         | Comité olympique letton                                           | Comité antidopage du Ministère de la Santé de la république de Lettonie                                                                                         | Comité paralympique letton                                                             |
| Lesotho                          | Comité national olympique du Lesotho                              | | Comité national paralympique du Lesotho                                                |
| Liban                            | Comité olympique libanais                                         | | Fédération libanaise Handisport                                                        |
| Liberia                          | Comité national olympique du Liberia                              | | Comité national paralympique                                                           |
| Libye                            | Comité olympique libyen                                           | Comité national antidopage de l'État de Libye | Fédération libyenne des sports pour personnes handicapées                              |
| Liechtenstein                    | Comité olympique du Liechtenstein                                 | | Association des personnes handicapées du Liechtenstein                                 |
| Lituanie                         | Comité national olympique de Lituanie                             | Agence antidopage de Lituanie | Comité paralympique lituanien                                                          |
| Luxembourg                       | Comité olympique et sportif luxembourgeois                        | Agence luxembourgeoise antidopage (ALAD) | Fédération sportive des handicapés                                                     |
| Macao                            | Comité olympique et sportif de Macao, Chine                       | | Association récréative des handicapés de Macao                                         |
| Macédoine du Nord                | Comité olympique de Macédoine du Nord                             | Commission Nationale Antidopage de Macédoine du Nord | Fédération macédonienne des sports et loisirs pour handicapés                          |
| Madagascar                       | Comité olympique malgache                                         | | Fédération malgache Handisport                                                         |
| Malawi                           | Association olympique et des Jeux du Commonwealth du Malawi       | Organisation antidopage du Malawi |                                                                                        |
| Malaisie                         | Conseil olympique de Malaisie                                     | Agence antidopage de Malaisie | Conseil paralympique de la Malaisie                                                    |
| Maldives                         | Comité olympique des Maldives                                     | Agence nationale antidopage des Maldives (MANADA) |                                                                                        |
| Mali                             | Comité national olympique et sportif du Mali                      | Commission Nationale de Lutte contre le Dopage du Mali | Fédération malienne des sports pour personnes handicapées                              |
| Malte                            | Comité olympique maltais                                          | Conseil du Sport de Malte | Fédération maltaise des associations sportives pour personnes handicapées              |
| Maroc                            | Comité national olympique marocain                                | | Fédération Royale Marocaine des Sports pour Personnes Handicapées                      |
| Marshall                         | Comité national olympique des Îles Marshall                       | | Fédération Royale Marocaine des Sports pour Personnes Handicapées                      |
| Maurice                          | Comité olympique de Maurice                                       | Département antidopage du Ministère de la jeunesse et des sports de Maurice                                                                                     | Comité national paralympique de l’île Maurice                                          |
| Mauritanie                       | Comité national olympique et sportif mauritanien                  | | Fédération mauritanienne Handisport                                                    |
| Mexique                          | Comité olympique mexicain                                         | Comité National Antidopage du Mexique | Comité paralympique mexicain                                                           |
| Micronésie                       | Comité national olympique des États fédérés de Micronésie         | |                                                                                        |
| Moldavie                         | Comité national olympique de la république de Moldavie            | Agence nationale antidopage de la république de Moldavie | Comité paralympique                                                                    |
| Monaco                           | Comité olympique monégasque                                       | Comité Monégasque Antidopage |                                                                                        |
| Mongolie                         | Comité national olympique de Mongolie                             | Organisation nationale antidopage de Mongolie | Comité paralympique mongol                                                             |
| Monténégro                       | Comité olympique monténégrin                                      | Commission antidopage du Monténégro |                                                                                        |
| Mozambique                       | Comité national olympique du Mozambique                           | |                                                                                        |
| Namibie                          | Comité national olympique namibien                                | | Fédération namibienne des sports pour personnes handicapées                            |
| Nauru                            | Comité olympique de Nauru                                         | |                                                                                        |
| Népal                            | Comité olympique du Népal                                         | | Association nationale des parasports                                                   |
| Nicaragua                        | Comité olympique nicaraguayen                                     | Institut nicaraguayen des sports (IND) | Comité paralympique nicaraguayen                                                       |
| Niger                            | Comité olympique et sportif national du Niger                     | Organisation nationale antidopage (ONAD) du Niger | Fédération nigérienne des sports pour personnes handicapées                            |
| Nigeria                          | Comité olympique du Nigeria                                       | Comité national antidopage du Nigeria | Fédération nigériane des sports spéciaux                                               |
| Norvège                          | Fédération des sports de Norvège                                  | Antidopage Norvège | Fédération norvégienne des sports pour personnes handicapées                           |
| Nouvelle-Zélande                 | Comité olympique de Nouvelle-Zélande                              | Sport sans dopage Nouvelle Zélande | Comité national paralympique de la Nouvelle-Zélande                                    |
| Oman                             | Comité olympique d'Oman                                           | Comité antidopage d’Oman | Équipe nationale des sports pour personnes handicapées d’Oman                          |
| Ouganda                          | Comité olympique de l'Ouganda                                     | | Comité national paralympique                                                           |
| Ouzbékistan                      | Comité national olympique d'Ouzbékistan                           | Agence nationale antidopage d’Ouzbékistan | Comité national paralympique                                                           |
| Pakistan                         | Association olympique du Pakistan                                 | Organisation antidopage du Pakistan (ADOP) | Comité national paralympique                                                           |
| Palaos                           | Comité national olympique des Palaos                              | Organisation antidopage de Palau |                                                                                        |
| Palestine                        | Comité olympique de Palestine                                     | | Fédération palestinienne des sports pour personnes handicapées                         |
| Panama                           | Comité olympique du Panama                                        | Institut panaméen des sports | Association nationale des sports pour les personnes aveugles                           |
| Papouasie-Nouvelle-Guinée        | Comité olympique de Papouasie-Nouvelle-Guinée                     | Organisation antidopage des sports de Papouasie-Nouvelle-Guinée                                                                                                 | Association sportive des handicapés de la Papouasie-Nouvelle-Guinée                    |
| Paraguay                         | Comité olympique paraguayen                                       | Organisation nationale antidopage du Paraguay |                                                                                        |
| Pays-Bas                         | Comité olympique néerlandais                                      | Autorité antidopage des Pays-Bas | Comité national paralympique                                                           |
| Pérou                            | Comité olympique péruvien                                         | Commission nationale antidopage du Pérou | Comité national paralympique                                                           |
| Philippines                      | Comité olympique des Philippines                                  | Commission des Sports des Philippines | Association sportive des handicapables                                                 |
| Pologne                          | Comité olympique polonais                                         | Agence polonaise antidopage | Comité paralympique polonais                                                           |
| Portugal                         | Comité olympique du Portugal                                      | Autorité antidopage du Portugal (ADoP) | Fédération portugaise des sports pour personnes handicapées                            |
| Porto Rico                       | Comité olympique de Porto Rico                                    | Commission antidopage de Porto Rico | Comité paralympique portoricain                                                        |
| Qatar                            | Comité olympique du Qatar                                         | Comité national antidopage du Qatar | Fédération sportive pour personnes ayant des besoins spéciaux                          |
| République tchèque               | Comité olympique tchèque                                          | | Association sportive des personnes handicapées                                         |
| Roumanie                         | Comité olympique et sportif roumain                               | Agence nationale antidopage de la Roumanie | Fédération des sports pour personnes handicapées                                       |
| Royaume-Uni                      | Association olympique britannique                                 | Antidopage Royaume-Uni | Association paralympique de la Grande-Bretagne                                         |
| Russie                           | Comité olympique russe                                            | Agence nationale antidopage russe (RUSADA) | Comité paralympique russe                                                              |
| Rwanda                           | Comité national olympique et sportif du Rwanda                    | | Fédération rwandaise Handisport                                                        |
| Saint-Christophe-et-Niévès       | Comité olympique de Saint-Christophe-et-Niévès                    | |                                                                                        |
| Sainte-Lucie                     | Comité olympique de Sainte-Lucie                                  | |                                                                                        |
| Saint-Marin                      | Comité olympique national saint-marinais                          | Organisation nationale antidopage de Saint-Marin |                                                                                        |
| Saint-Vincent-et-les-Grenadines  | Comité national olympique de Saint-Vincent-et-les-Grenadines      | |                                                                                        |
| Salomon                          | Comité national olympique des îles Salomon                        | |                                                                                        |
| Salvador                         | Comité olympique du Salvador                                      | Institut national des sports de El Salvador | Association salvadorienne des sports pour personnes en fauteuil roulant                |
| Samoa                            | Association des sports et comité national olympique des Samoa     | Agence antidopage de Samoa | Comité paralympique                                                                    |
| Samoa américaines                | Comité national olympique des Samoa américaines                   | |                                                                                        |
| Sao Tomé-et-Principe             | Comité olympique de Sao Tomé-et-Principe                          | |                                                                                        |
| Sénégal                          | Comité national olympique et sportif sénégalais                   | Organisation nationale antidopage du Sénégal | Comité national provisoire Handisport                                                  |
| Serbie                           | Comité olympique de Serbie                                        | Agence antidopage de Serbie (ADAS) | Comité paralympique serbe                                                              |
| Seychelles                       | Comité national olympique des Seychelles                          | Commission antidopage des Seychelles |                                                                                        |
| Sierra Leone                     | Comité national olympique de la Sierra Leone                      | | Association sportive des handicapés                                                    |
| Singapour                        | Conseil national olympique de Singapour                           | Antidopage Singapour | Conseil des sports pour personnes handicapées de Singapour                             |
| Slovaquie                        | Comité olympique slovaque                                         | Agence antidopage de la Slovaquie (SADA) | Comité paralympique slovaque                                                           |
| Slovénie                         | Comité olympique slovène                                          | Organisation antidopage de la Slovénie (SLOADO) | Fédération sportive des personnes handicapées                                          |
| Somalie                          | Comité olympique somalien                                         | |                                                                                        |
| Soudan                           | Comité olympique du Soudan                                        | Agence antidopage du Soudan | Comité national paralympique                                                           |
| Soudan du Sud                    | Comité national olympique du Soudan du Sud                        | |                                                                                        |
| Sri Lanka                        | Comité national olympique du Sri Lanka                            | Agence antidopage du Sri Lanka (SLADA) | Fédération nationale des sports pour personnes handicapées                             |
| Suède                            | Comité olympique suédois                                          | Confédération des sports de Suède | Organisation suédoise des sports pour personnes handicapées                            |
| Suisse                           | Swiss Olympic                                                     | Antidoping Suisse | Comité paralympique suisse                                                             |
| Suriname                         | Comité olympique du Suriname                                      | Autorité antidopage du Surinam (SADA) | Comité paralympique surinamais                                                         |
| Syrie                            | Comité olympique syrien                                           | | Fédération arabe syrienne pour les sports spéciaux                                     |
| Tadjikistan                      | Comité national olympique de la république du Tadjikistan         | | Fédération sportive des personnes handicapées                                          |
| Chinese Taipei                   | Comité olympique de Taipei chinois                                | Commission antidopage, Comité national olympique de Chinese Taipei                                                                                              | Comité paralympique                                                                    |
| Tanzanie                         | Comité olympique de la Tanzanie                                   | | Comité paralympique                                                                    |
| Tchad                            | Comité olympique et sportif tchadien                              | Commission nationale de lutte contre le dopage dans le sport du Tchad (CNLDS)                                                                                   |                                                                                        |
| Thaïlande                        | Comité national olympique de Thaïlande                            | Agence de contrôle du dopage de la Thaïlande (DCAT) | Comité paralympique thaïlandais                                                        |
| Timor oriental                   | Comité national olympique du Timor oriental                       | | Comité national paralympique                                                           |
| Togo                             | Comité national olympique togolais                                | | Fédération Togolaise de Sports pour Personnes Handicapées                              |
| Tonga                            | Association des sports et comité national olympique des Tonga     | | Comité national paralympique                                                           |
| Trinité-et-Tobago                | Comité olympique de Trinité-et-Tobago                             | |                                                                                        |
| Tunisie                          | Comité national olympique tunisien                                | Agence nationale antidopage de la Tunisie (ANAD) | Fédération de Sports pour Handicapés                                                   |
| Turkménistan                     | Comité national olympique du Turkménistan                         | Agence nationale antidopage du Turkménistan | Comité national paralympique                                                           |
| Turquie                          | Comité national olympique de Turquie                              | Commission antidopage turque | Comité national paralympique                                                           |
| Tuvalu                           | Association des sports et comité national olympique des Tuvalu    | |                                                                                        |
| Ukraine                          | Comité national olympique d'Ukraine                               | Organisation nationale antidopage de l'Ukraine | Comité national des sports pour personnes handicapées de l’Ukraine                     |
| Uruguay                          | Comité olympique uruguayen                                        | Organisation nationale antidopage de l’Uruguay | Comité paralympique                                                                    |
| Vanuatu                          | Association des sports et comité national olympique du Vanuatu    | Sport sans dopage Vanuatu | VandiSports                                                                            |
| Venezuela                        | Comité olympique vénézuélien                                      | Commission antidopage du Venezuela | Fédération vénézuélienne des sports pour personnes en fauteuil roulant                 |
| Viêt Nam                         | Comité olympique du Viêt Nam                                      | Agence antidopage et de médecine sportive du Vietnam | Association sportive des personnes handicapées du Vietnam                              |
| Yémen                            | Comité olympique du Yémen                                         | |                                                                                        |
| Zambie                           | Comité national olympique de la Zambie                            | | Comité national paralympique                                                           |
| Zimbabwe                         | Comité olympique du Zimbabwe                                      | | Comité paralympique                                                                    |

Pour les associations des Jeux du Commonwealth, sachant déjà que 54 comités olympiques font office d'association.
| Pays                                         | Association des Jeux du Commonwealth       |
| -------------------------------------------- | ------------------------------------------ |
| Anguilla                                     | Anguilla Commonwealth Games Association    |
| Australie                                    | Australian Commonwealth Games Association  |
| Canada                                       | Commonwealth Games Canada                  |
| Angleterre                                   | Commonwealth Games Council for England     |
| Îles Malouines                               | Falkland Islands CGA                       |
| Gibraltar                                    | CGA of Gibraltar                           |
| Guernesey                                    | Guernsey CGA                               |
| Île de Man                                   | Isle of Man CGA                            |
| Jersey                                       | Commonwealth Games Association of Jersey   |
| Montserrat                                   | Montserrat Amateur Athletic Assoc. & CGA   |
| Niue                                         | Niue Island Sports & CGA                   |
| Île Norfolk                                  | Norfolk Island CGA                         |
| Irlande du Nord                              | Northern Ireland CG Council                |
| Écosse                                       | Commonwealth Games Council for Scotland    |
| Sainte-Hélène, Ascension et Tristan da Cunha | National Amateur Sports Ass. of St. Helena |
| Îles Turques-et-Caïques                      | Turks & Caicos Islands CGA                 |
| Pays de Galles                               | Commonwealth Games Council for Wales       |

Associations de comité
- Association des comités nationaux olympiques d'Afrique (ANOCA)
- Comités olympiques européens (EOC)
- Organisation sportive sud-américaine (ODESUR )
- Conseil olympique d'Asie (OCA)
- Panam Sports
- Union des comités nationaux olympiques arabes (UANOC)

### Organisations sportives
| Membres de l'ASOIF (Association des fédérations internationales des sports olympiques d'été) | Membres de l'AIOWF (Association des fédérations internationales des sports olympiques d'hiver) | Membres de l'ARISF (Association des fédérations internationales de sports reconnues par le Comité International Olympique) | Membres de l'AIMS (Alliance des membres indépendants reconnus du sport) |
| --- | --- | --- | --- |
| - Athlétisme (IAAF) - Association internationale des fédérations d'athlétisme - Aviron (FISA) - Fédération internationale des sociétés d'aviron - Badminton (BWF) - Fédération mondiale de badminton - Basketball (FIBA) - Fédération internationale de basket-ball - Boxe (AIBA) - Association internationale de boxe amateur - Canoë (ICF) - Fédération internationale de canoë - Cyclisme (UCI) - Union cycliste internationale - Equitation (FEI) - Fédération équestre internationale - Escrime (FIE) - Fédération internationale d'escrime - Football (FIFA) - Fédération internationale de football association - Golf (IGF) - Fédération internationale de golf - Gymnastique (FIG) - Fédération internationale de gymnastique - Haltérophilie (IWF) - Fédération internationale d'haltérophilie - Handball (IHF) - Fédération internationale de handball - Hockey (FIH) - Fédération internationale de hockey - Judo (IJF) - Fédération internationale de judo - Lutte - Fédération internationale des luttes associées - Natation (FINA) - Fédération internationale de natation - Pentathlon Moderne (UIPM) - Union internationale de pentathlon moderne - Rugby - Fédération internationale de rugby - Taekwondo - Fédération mondiale de taekwondo - Tennis (ITF) - Fédération internationale de tennis - Tennis de table (ITTF) - Fédération internationale de tennis de table - Tir à l'arc (WA) - World Archery Federation - Tir sportif (ISSF) - Fédération internationale de tir sportif - Triathlon (ITU) - Union internationale de triathlon - Voile - Fédération internationale de voile - Volleyball (FIVB) - Fédération internationale de volleyball | - Biathlon (IBU) - Union internationale de biathlon - Bobsleigh et Toboganning (FIBT) - Fédération internationale de bobsleigh et de tobogganing - Curling (WCF) - Fédération mondiale de curling - Hockey sur glace (IIHF) - Fédération internationale de hockey sur glace - Luge (FIL) - Fédération internationale de luge - Patinage (ISU) - Union internationale de patinage - Ski (FIS) - Fédération internationale de ski | - Aéronautique (FAI) - Fédération aéronautique internationale - Alpinisme (UIAA) - Union internationale des associations d'alpinisme - Automobile (FIA) - Fédération internationale de l'automobile - Bandy (FIB) - Fédération internationale de bandy - Baseball-Softball (WBSC) - Confédération mondiale de baseball et softball - Billard (WCBS) - Confédération mondiale de billard - Boules (CMSB) - Confédération mondiale des sports de boules - Bridge (WBF) - Fédération mondiale de bridge - Cheer (ICU) - International Cheer Union - Cricket (ICC) - Conseil international du cricket - Danse Sportive (WDSF) - Fédération mondiale de danse sportive - Échecs (FIDE) - Fédération internationale des échecs - Escalade (IFSC) - Fédération internationale d'escalade - Floorball (IFF) - Fédération internationale de floorball - Football américain (IFAF) - Fédération internationale de football américain - Karaté (WKF) - Fédération mondiale de karaté - Korfball (IKF) - Fédération internationale de korfbal - Motocyclisme (FIM) - Fédération internationale de motocyclisme - Motonautisme (UIM) - Union internationale motonautique - Muaythai (IFMA) - Fédération internationale de muay-thaï amateur - Netball (INF) - Fédération internationale de netball - Orientation, Course de (IOF) - Fédération internationale de course d'orientation - Pelote Basque (FIPV) - Fédération internationale de pelote basque - Polo (FIP) - Fédération internationale de polo - Quilles (WB) - World Bowling - Racquetball (IRF) - Fédération internationale de racquetball - Roller Sports (FIRS) - Fédération internationale de roller sports - Sauvetage Aquatique (ILS) - Fédération internationale de sauvetage aquatique - Ski Alpinisme (ISMF) - Fédération internationale de ski alpinisme - Ski Nautique & Wakeboard (IWWF) - Fédération internationale de ski nautique et de wakeboard - Sports de disque (WFDF) - Fédération mondiale de disque volant - Squash (WSF) - Fédération mondiale de squash - Subaquatique (CMAS) - Confédération mondiale des activités subaquatiques - Sumo (IFS) - Fédération internationale de sumo - Surf (ISA) - Association internationale de surf - Tir à la Corde (TWIF) - Fédération internationale de tir à la corde - Wushu (IWUF) - Fédération internationale de wushu | - Aikido (IAF) - Fédération internationale d'aïkido - Balle au poing (IFA) - Association internationale de fistball - Bras de fer (WAF) - Fédération mondiale de bras de fer - Bodybuilding (IFBB) - Fédération internationale de bodybuilding et fitness - Casting (ICSF) - Fédération internationale de casting - Chiens de traîneau (IFSS) - Fédération internationale des sports de traîneaux à chien - Dragon Boat (IDBF) - Fédération internationale de bateau-dragon - Fléchettes (WDF) - Fédération mondiale de fléchettes - Go (IGF) - Fédération internationale de go - Icestock (IFI) - Fédération internationale d'eisstock - Jeu de dames (FMJD) - Fédération mondiale du jeu de dames - Ju-jitsu (JJIF) - Fédération internationale de ju-jitsu - Kendo (IKF) - Fédération internationale de kendo - Kickboxing (WAKO) - Association mondiale des organisations de kickboxing - Lacrosse (FIL) - Fédération internationale de crosse - Minigolf (WMF) - Fédération mondiale de minigolf - Pêche sportive (CIPS) - Confédération internationale de la pêche sportive - Powerlifting (IPF) - Fédération internationale de force athlétique - Sambo (FIAS) - Fédération internationale de sambo - Savate (FIS) - Fédération internationale de savate - Sepaktakraw (ISTAF) – Fédération internationale de sepaktakraw - Soft tennis (ISTF) - Fédération internationale de soft tennis |

Autres sports en dehors du mouvement olympique
- Bowls – World Bowls
- Cheerleading (IFC) – International Federation of Cheerleading
- Dance (WDC) - World Dance Council
- e-Sports (IeSF) - International e-Sports Federation
- Gira (IGSF) - International Gira (Kettlebell) Sport Federation
- Karate (WKO) - World Karate Organization
- Kettlebell (IUKL) - International Union of Kettlebell Lifting
- Kudo (KIF) - Kudo International Federation
- Kurash (IKA) - International Kurash Association
- Poker (IFMP) - International Federation of Match Poker
- Pole (IPSF) - International Pole Sports Federation
- Rugby (RLIF) - Rugby League International Federation
- Taekwondo (ITF) - International Taekwon-Do Federation (Austria)
- Taekwondo (ITF) - International Taekwon-Do Federation (Spain)
- Triathlon (WTC) - World Triathlon Corporation
- Unifight (FIAU) - Federation International Amateurs "Unifight"

Sports liés au handicap
- BISFed - Boccia International Sports Federation
- CPISRA - Cerebral Palsy International Sports & Recreation Association
- IBSA - International Blind Sports Federation
- IFCPF - International Federation of Cerebral Palsy Football
- INAS – International Federation for athletes with an intellectual Disability
- IWAS – Fédération internationale des sports en fauteuil et pour amputés
- IWBF - International Wheelchair Basketball Federation
- IWRF - International Wheelchair Rugby Federation
- WPV - World ParaVolley
- DIBF - Deaf International Basketball Federation
- ISIHF - International Standing Ice Hockey Federation

### Organisations multisports
- CACSO - Central American and Caribbean Sports Organization
- CGF - Commonwealth Games Federation
- CIJM - International Committee for the Mediterranean Games
- CISM - International Military Sports Council
- CSIT - International Workers Sports Confederation
- FISU - International University Sports Federation
- GAISF - Global Association of International Sports Federations
- IMGA - International Masters Games Association
- IOC - International Olympic Committee
- ISF - International School Sport Federation
- IWGA - International World Games Association
- WTGF - World Transplant Games Federation
- CIJF - Comité international des Jeux de la Francophonie
- IMSA - International Mind Sports Association
- ARISF - Association of International Recognized Federations
- IOA - International Olympic Academy
- ICSD - International Committee of Sports for the Deaf
- IPC - International Paralympic Committee